# Benedetto Pamphilj

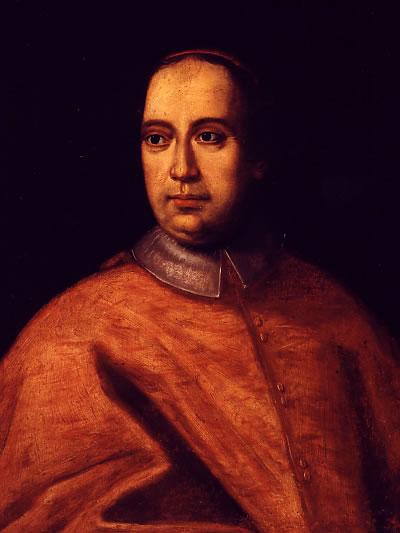
Benedetto Kardinal Pamphilj

Kardinalswappen (modernes Schema)

Benedetto Pamphilj (die ungewöhnliche Schreibung mit „j“ ist eine alte orthographische Variante für „i“ am Wortende; auch Pamphilij oder Pamphili geschrieben), (* 25. April 1653 in Rom; † 22. März 1730) war ein italienischer Kardinal, Librettist und Komponist.

## Familie
Benedetto Pamphilj stammte aus dem Adelsgeschlecht der Familie Pamphilj aus Umbrien. Sein Vater, ein Neffe von Papst Innozenz X. (Giovanni Battista Pamphilj), war der ehemalige Kardinal Camillo Francesco Maria Pamphilj, der 1647 sein Kardinalat für die Hochzeit mit Olimpia Aldobrandini, Fürstin von Rossano und Witwe des frühverstorbenen Paolo Borghese (1622–1642), aufgab und auf Drängen seiner Mutter Olimpia Maidalchini Rom verlassen musste.

## Leben
Papst Innozenz XI. ernannte ihn 1678 zum Großprior von Rom des Souveränen Malteserordens, dessen Mitglied er war. Im Konsistorium am 1. September 1681 zum Kardinal kreiert und zum Kardinaldiakon mit der Titelkirche Santa Maria in Campitelli ernannt und am 24. Dezember 1684 zum Priester geweiht. Es folgten die Titelkirchen Sant’Agata dei Goti (1685/89), San Cesareo in Palatio, Santa Maria in Cosmedin (1686/88), Sant’Agata alla Suburra (anderer Name für Sant’Agata dei Goti; 1688/1693) und Santa Maria in Via Lata (1693/1730). Er war Erzpriester von Santa Maria Maggiore (1694/1699) und der Lateranbasilika (1699/1730). Er war zudem tätig für das Vatikanische Geheimarchiv (1704/1730) und die Vatikanische Apostolische Bibliothek (1704/1730).
1685 wurde er zum Präfekten der Apostolischen Signatur bestellt. Von 1693 bis 1730 war er Kardinalprotodiakon, dem die Krönung der neugewählten Päpste zukam. Benedetto Pamphilj nahm an den Konklaven 1689, 1691, 1700, 1721 und 1724 teil. Er starb während der Sedisvakanz des Apostolischen Stuhles 1730.

## Würdigung
Benedetto Pamphilj war eine bedeutende Persönlichkeit der Kultur und der Künste Roms im 17. und 18. Jahrhundert (Palazzo Doria-Pamphilj), insbesondere als Musikmäzen. Er war Autor von zahlreichen Oratorienlibretti, Sonetten und weltlichen Kantatentexten, die er teilweise auch selbst vertonte bzw. durch den jungen Georg Friedrich Händel vertonen ließ.

## Werke (Auswahl)
- S. Maria Maddalena de' Pazzi. Oratorio da cantarsi nel giorno della sua festa alla presenza dell'eminentiss. sig. card.le de' Medici (Rom 1687)
- Conversione di S. M. Maddalena. Oratorio a tre voci da cantarsi nella chiesa de' padri della congregazione dell' oratorio di S. Filippo Neri di Firenze, Musik Alessandro Scarlatti (Florenz 1693)
- S. Francesca Romana. Oratorio a cinque voci da cantarsi nella chiesa de' padri della congregazione dell'oratorio di S. Filippo Neri di Firenze, Musik Alessandro Melani (Florenz 1693)
- Il sagrifizio di Abel. Oratorio a quattro voci da cantarsi nella chiesa de' padri della Congregazione dell'Oratorio di S. Filippo Neri di Firenze, Musik Alessandro Melani (Florenz 1693)
- S. Rosa di Viterbo del sacro ordine di S. Francesco. Oratorio a cinque voci da cantarsi nella chiesa de' padri della congregazione dell' oratorio di san Filippo Neri di Firenze, Musik Alessandro Melani (Florenz 1693)
- Il martirio di S. Vittoria. Oratorio a quattro voci da cantarsi nella chiesa de' padri della congregazione dell' oratorio di S. Filippo Neri di Firenze, Musik Giovanni del Violone (Florenz 1693)
- L' Ismaele soccorso dall' angelo. Oratorio a cinque voci da cantarsi nella venerabile compagnia dell' angiolo Raffaello detta la scala, Musik Alessandro Scarlatti (Florenz 1695)
- Il trionfo della grazia o vero La conversione di S.M. Maddalena oratorio a tre voci da cantarsi nel nobil collegio Tolomei di Siena, Musik Alessandro Scarlatti (Florenz 1699)
- Santa Maria Maddalena de' Pazzi. Oratorio dedicated to the convittori del collegio Clementino alla madre suor Maria Grazia di S. Clemente carmelitana (Rom 1705)
- Triumph of the Virgin ascended into heaven. Oratorio for 4 voices to be sung in the venerabil compagnia della Purificazione di Maria Vergine e S. Zanobi detta di S. Marco, Musik Alessandro Scarlatti (Florenz 1706)
- The Triumph of Grace. Oratorio, Musik Antonio Maria Bononcini (Wien 1707)
- Sedecia king of Jerusalem. Oratorio per musica da cantarsi nelle stanze de' paggi d'onore di sua altezza reale dedicato da' medesimi al serenissimo gran duca (Florenz 1707)
- La Bellezza raveduta nel trionfo del Tempo e del Disinganno. Oratorio, Musik Georg Friedrich Händel (Rom 1707)
- The prodigal son. Oratorio, Musik Carlo Francesco Cesarini (Rom 1708)
- Maria Maddalena de' pazzi. Oratorio a quattro voci fatta cantare da monsignor Sebastiano Pompilio Bonaventura vescovo di Montefiascone, e Corneto alla presenza delle reali maestà di Giacomo Terzo re della Gran Bretagna, e Maria Clementina Sobieschi di lui regia consorte, Musik Alessandro Scarlatti (Montefiascone 1719)

Für Händels zweiteiliges Oratorium Il trionfo del Tempo e del Disinganno (HWV 46a) von 1707 ist keine Uraufführung nachweisbar, demzufolge ist die Ansiedlung dieser Aufführung ins Collegio Germanico in Rom, wie oft behauptet, reine Spekulation.
Nachgewiesen sind allerdings die Aufführungen der späteren Bearbeitungen Händels als Il trionfo del Tempo e della Verità, Oratorio in tre parti, (HWV 46b, London, 23. März 1737) und The Triumph of Time and Truth, Oratorio in three parts (Englische Textfassung von George Oldmixon und Thomas Morell, HWV 71, London, 11. März 1757 im Theatre Royal in Covent Garden).